# BSドキュメンタリー
『BSドキュメンタリー』（ビーエス- ）は、NHK衛星第1テレビジョンで放映されたドキュメンタリー番組である。NHKの制作、およびNHKと日本国内の制作会社の共同制作により、世界を舞台にしたさまざまな問題を取り上げた。2008年11月に『BS世界のドキュメンタリー』に統合された。

## これまで放送された主な番組

### 2004年
- 「突然の召集令状〜アーカンソー州兵 イラクへ」 （1月）
- 「よみがえった聖母教会〜ドレスデン 60年後の和解〜」 （3月）
- 「イラク・混迷のなかを生きる 〜遠藤盛章・バグダッド1年の記録〜」 （7月13日）
- 「バグダッド出兵〜続・アーカンソー州兵 イラクへ」 （7月）
- 「日本に来てはみたけれど〜中国人就学生寮の1年」 （9月）
- 「アジアに生きる子どもたち  お母さんに会いたい〜フィリピン・ムスリムの兄と妹」 （11月6日）
- 「イラク帰還兵 心の闇とたたかう」 （12月）

### 2005年
- 「帰還を待つ家族〜アーカンソー州兵・イラク駐留」 （2月）
- 「東京を爆撃した兵士たち〜アメリカ軍パイロット60年後の証言〜」 （3月）
- 「ブラジル女性警察〜家庭内暴力との闘い〜」 （5月）
- 「笑顔が戻る日〜津波被害タイ・ナムケム村〜」 （5月）
- 「バグダッドを去る〜アーカンソー州兵 任務終了〜」 （7月2日）
- 「インド洋大津波 遺された子供たち 〜スリランカ・孤児院の6カ月の記録〜」 （7月）
- 「世界の戦後60年・歴史を変えた戦場 ハンガリー動乱〜ブダペストの13日間〜」 （8月）
- 「カウラの大脱走」 （8月12日）
- 「伝道者になった真珠湾攻撃隊長 〜淵田美津雄・心の軌跡〜」 [3]（8月15日）
- 「アブグレイブで何が起きていたのか 〜調査報告・イラク収容所虐待事件〜」 （11月12日）
- 「いつまでも学びたい〜アメリカ・大学の中の老人ホーム〜」 （11月）
- 「韓国・脱北者のラジオ局 〜南北融和政策のかげで〜」 （11月）
- 「アジアに生きる子どもたち なぜ路上で暮らすの〜インドネシア・少女リアの40日」 （11月）
- 「アルモーメンホテルの子どもたち〜がんと闘うイラクの家族〜」
- 「憤民告状 〜中国・官を訴える農民〜」
- 「メモリーブック 〜ジンバブエ・家族に遺す言葉〜」
- 「アメリカ兵の東京大空襲」
- 「世界最大の野戦病院・スーダン難民・医師たちの挑戦」
- 「世界を変えた56日間の戦い」
- 「祖国統一をめざして・金大中が語る大統領時代」
- 「鎮魂の海〜津波被害の村 3カ月の記録」
- 「大惨劇の三日間・ロシア学校占拠テロ」
- 「ニクソン・テープ 外交の瞬間 米中国交回復/ホワイトハウスの外交戦略」
- 「いま輝く韓国の女性たち」
- 「揺れる中東の大国・シリア・アラブ民族主義の盟主・その行方を追う」
- 「祖国を奪われた人々 〜中南米日系人・強制連行の記録〜」
- 「大地の子になった日本人・中国残留孤児」
- 「引き裂かれた家族 〜残留日本兵の記録〜」
- 「アフガニスタン “民主化”選挙の1か月」
- 「テロを乗り越えて NY・摩天楼の空中作業員たち」
- 「アフリカ2005」
- 「立花隆が探る サイボーグ医療の時代」第2回 脳をどこまで変えるのか （12月）

### 2006年
- 「韓国・シルミド部隊の真実〜国家に葬られた若者たち」 （1月）
- 「黄金のショーウィンドーをねらえ -中国・コマーシャル枠争奪戦-」 （1月）
- 「チェチェン紛争 市民の証言」 （1月）
- 「帰ってきたイスラム兵士たち フィリピン・停戦下の野菜プロジェクト」 （2月）
- 「仲間たちが希望をくれた  インド・働く子どもたちの組合」 （3月）
- 「エイズはこうして拡大した  中国・農村からの報告」 （3月）
- 「井戸からヒ素が  バングラデシュ・3500万人の苦しみ」 （3月）
- 「出兵を拒否した者たち 〜アメリカ軍兵士 3人のケース〜」 （4月）
- 「最後のレッスン 〜キューブラー・ロス かく死せり〜」 （4月）
- 「タイ テロ遺族の村  〜イスラムと仏教 憎しみを越えて〜」 （4月）
- 「チェルノブイリ・20年目の歌声」 （4月）
- 「総合商社支店長 誘拐事件 〜フィリピン・20年目の検証〜」 （4月）
- 「国境地帯の避難民を救え シンシアと国際医師団」 （5月）
- 「法と現実のはざまで 〜ある北京市人民代表の責務〜」 （5月）
- 「黄砂発生地帯 砂漠化との闘い 〜中国・河西回廊の村〜」 （5月）
- 「ダッカ・ハイジャック事件 〜交信テープが語る106時間の攻防〜」 （6月）
- 「文化大革命 40年目の証言 〜10万枚の写真に秘められた真実〜」 （7月）
- 「疾走するドバイ 〜アラブ 石油立国からの脱却〜」 （7月）
- 「証言でつづる現代史 大韓航空機爆破事件 〜キム・ヒョンヒ拘束の舞台裏〜」 （7月）
- 「ガザ 〜ハマスと人々の6か月〜」 （8月）
- 「取り残された民衆 〜元関東軍兵士と開拓団家族の証言〜」 （8月15日）
- 「満蒙開拓団 〜ある家族の軌跡〜」 （8月19日）
- 「知らされなかった核汚染 〜被ばく60年 マーシャル諸島〜」 （8月）
- 「移民たちのワールドカップ 〜オランダ・アムステルダム〜」 （8月）
- 「翻弄された亡命イラク人の街 〜アメリカ・ディアボーン」
  - 前編 戦争が終わり、そして （9月9日）
  - 後編 祖国は遥かに （9月10日）
- 「証言でつづる現代史 アフガン侵攻はこうして決定された」 （9月）
- 「混迷する王国 〜ネパール・浸透する共産主義〜」 （10月）
- 「汚職告発〜中国・インターネットをめぐる攻防〜」 （10月）
- 「証言でつづる現代史 “ピョンヤン”を名乗れ 〜よど号事件・交信記録の全ぼう」 （10月）
- 「祖国を見つめて 〜ロシア沿海州・高麗人少女のひと夏〜」 （11月）
- 「僕とおばあちゃんのために 〜フィリピン・介護士をめざすこども〜」 （11月）
- 「チャイナ・パワーに心ゆれて 〜ミャンマー・寺子屋に学ぶ〜」 （11月）
- 「“不法移民”に揺れる町 〜移民の国・アメリカのジレンマ」 （11月）
- 「何のために息子は戦ったの？ 〜イラク戦争・米兵の母たちの訴え〜」 （11月）
- 「ワシントンを奪還せよ 〜帰還兵たちの中間選挙」 （11月）
- 「高校生を獲得せよ 〜米軍リクルート最前線〜」 （11月）
- 「こうしてソ連邦は崩壊した」 （12月）
  - 前編 8月の“クーデター”
  - 後編 森の奥の静かな闘い

### 2007年
- 「“サイバー・テロリスト”を追え」 （1月）
- 「父と娘 拳にかける夢」 （2月）
- 「沈黙を破って イスラエル 元兵士たちの証言」 （3月）
- 「春節 上海巨大バスターミナル」 （3月）
- 「青い鳥を探して 〜北京 結婚しない一人っ子たち〜」 （3月）
- 「中国を支える煤鉱工 〜出稼ぎ炭鉱労働者〜」 （4月）

## 受賞作品
- 第22回ATP賞 ドキュメンタリー部門 優秀賞
  - 「マンホールで大人になった 〜再訪・厳寒のモンゴル〜」
- 第23回ATP賞テレビグランプリ2006 ドキュメンタリー部門 最優秀賞
  - 「ダッカ・ハイジャック事件 〜交信テープが語る106時間の攻防〜」
  - 「満蒙開拓団 〜ある家族の軌跡〜」